# 向日性

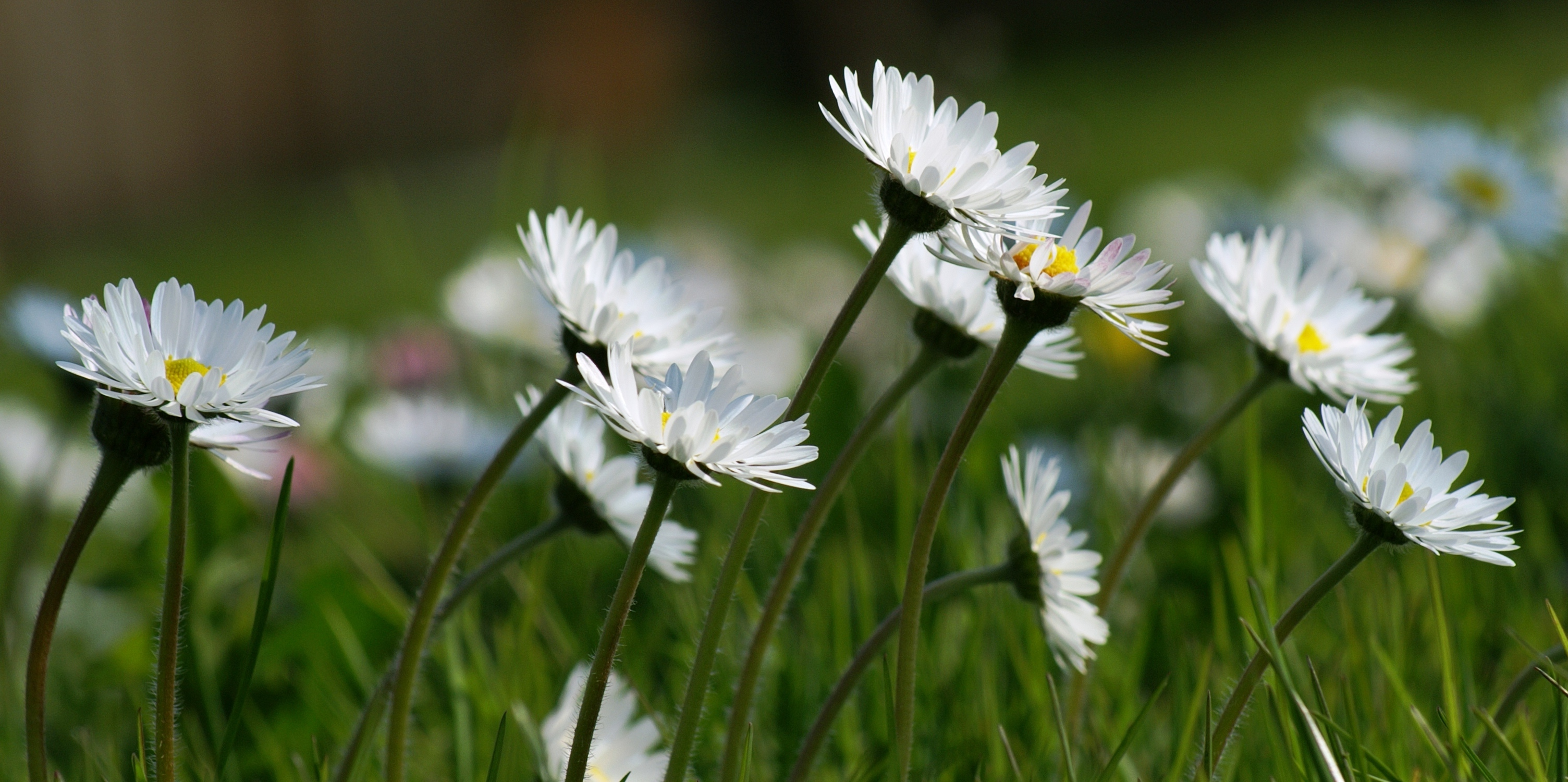
デイジー (Bellis perennis) は朝に花開いた後、一日中太陽の方を向いている。

向日性（こうじつせい）とは、屈性の一種で、太陽の方向に応じた植物の部分的（花または葉）な日内または季節性の動きである。
一部の植物に太陽の方向に動く屈性の一種である習性があることは、古代ギリシャの頃から知られていた。彼等はそのような特性を持つ植物に「太陽の回転」を意味するHeliotropiumと名付けている。 ギリシャ人は、これは光が当たった部分の体液減少による受動的な効果だと考え、それ以上の研究は行わなかった。植物は受動的で動かない生物であるというアリストテレスの論理が優勢であった。 しかし19世紀に、植物学者たちは植物の成長プロセスの複雑性を見出し、より詳細な実験を行うようになった。オーギュスタン・ピラミュ・ドゥ・カンドールはあらゆる植物のこの現象にheliotropism (1832)と名付けた。1892年に光屈性と改名されたが、これは太陽ではなく光に対する反応であり、当時の研究室での実験では藻類の光屈性が明るさに強く依存していたからである（弱い光には正の光屈性を、日光のような強い光には負の光屈性）。 このテーマを研究室内で、細胞または細胞内レベルで、あるいは人工光を使用している植物学者は、より抽象的な光屈性という言葉を使うことが多い。 フランスの科学者ジャン＝ジャック・ドルトゥ・ド・メランは向日性を研究した初期の人物の一人で、オジギソウを用いた実験を行った。この現象はチャールズ・ダーウィンにより研究され、1880年に彼の最後から二番目に出版された本「植物の運動力」としてまとめられている。この研究には重力、湿度、接触といった別の刺激による植物の運動を含んでいる。

## 花の向日性
向日性の花は太陽が空を東から西へと横切る動きを追跡する。ヒナギクは夜には花弁を閉じているが、朝日で開き一日の進行とともに太陽を追う。 夜間、花は不規則な方向を向き、夜が明けると再び太陽が昇る東の方角を向く。この運動は花の直下にある葉枕と呼ばれる柔軟な運動細胞によって行われる。この運動細胞はカリウムイオンを近くの組織に取り込み、膨圧を変化させることに特化している。 分節屈曲するのは日影側の運動細胞が膨圧上昇によって伸長する為である。 これは膨圧を介した向日性であると考えられている。葉枕を欠く植物器官では、不可逆的な細胞増殖による向日性を示し特定の成長パターンが生じることがある。 この形態の向日性は成長を介したものである。向日性は太陽の光に対する反応である。

### 原因
花の向日性について幾つかの仮説が提唱されている：
- 送粉者誘引仮説は、花の太陽放射照度による暖かさが送粉者への直接的な報酬だとしている[6]。
- 成長促進仮説は、太陽エネルギーの効果的な吸収に伴う温度上昇が花粉の発芽や、花粉管の成長、種子生産に良い影響を与えるとしている[7]。
- 冷却仮説は、熱い気候の花に適し、過熱を避けるために花の位置が調整されるとする[8]。

一般的に、花の向日性は、特に春の花で受粉・受精、または種子の発育の両方またはどちらか一方を増加させ、繁殖の成功を高めている可能性がある。
幾つかの太陽を追跡する植物には純粋な向日性ではないものもある：それらの植物では、向きの変化は光を引き金とする概日運動であり、光のサイクルが中断しても１周期以上継続する。
熱帯のヒルガオ科の花は一般的に太陽の方角を好むが、太陽を正確に追跡できるわけではない。これらの科では概日周期での向日性は見られないが、季節性の向日性は強く見られる。もし太陽への追尾が正確であると、太陽光が常に花冠筒に入り雌蕊群が暖まることとなり、これは熱帯気候では危険な行為となる可能性がある。しかしながら、太陽光の角度から一定の角度を取る事でこれを防ぐ事ができる。従って、これらの花のラッパ形は、太陽放射が最大となる時間帯にパラソルの役目を果たし、光線が雌蕊群に当たるのを防ぐ。

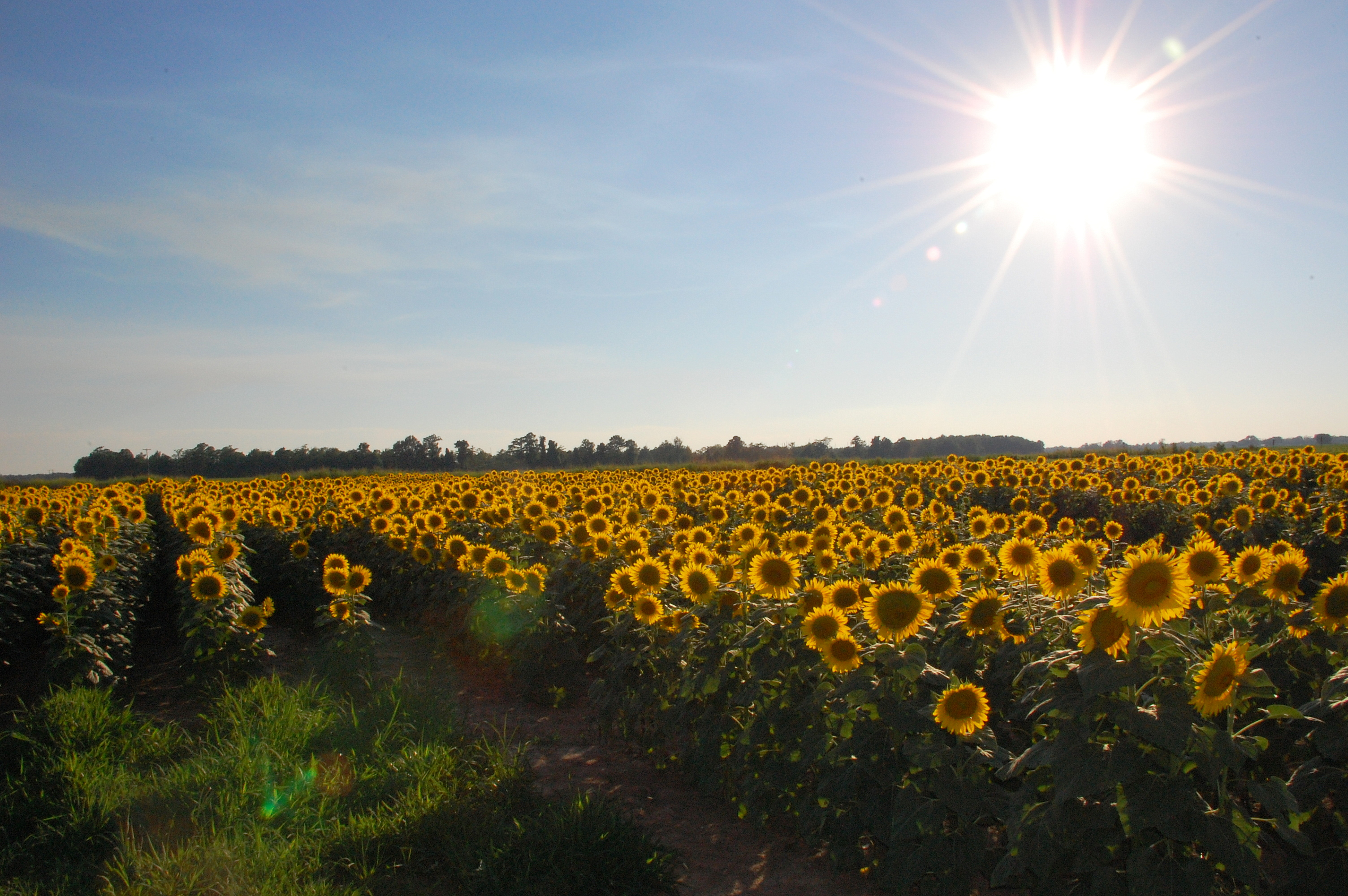
満開のヒマワリは向日性ではないため、太陽を向かない。花首は一日中東を向いているので、午後には太陽に対し逆光となる。

ヒマワリの場合、ヒマワリの頭は生涯を通じて空を横切る太陽を追跡するというのはよくある誤解である。花首が揃って整列するのは、頭花が出現する前の段階、つまり蕾の段階での向日性の結果である。植物の頂芽は日中は太陽を東から西へと追いかけ、夜間に西から東へ素早く移動し、概日時計となる。
蕾は蕾期が終わるまで向日性で、最終的に東を向く。光屈性屈曲はヒマワリの幼苗の胚軸で触媒されるのに対し、シュート頂での向日性屈曲は植物の発育後期になるまで起こり始めず、これら２つのプロセスの違いが示されている。ヒマワリの花は最終的に蕾の向きを保持し、成熟した花は東を向く。

## 葉の向日性
葉の向日性は、植物の葉が太陽を追跡する挙動である。幾つかの植物種は、朝に葉が太陽光線に対し垂直な方向を向き（Diaheliotropism）、また別の植物種では日中に葉が太陽光線に対し平行に向く（Paraheliotropism）。花の向日性は、葉の向日性と同じ植物が示すとは限らない。